# Nocticola scytala
Nocticola scytala är en kackerlacksart som beskrevs av Andersen och Kjaerandsen 1995. Nocticola scytala ingår i släktet Nocticola och familjen Nocticolidae.
Artens utbredningsområde är Ghana. Inga underarter finns listade i Catalogue of Life.